# Celia Brañas
Celia Brañas Fernández Miranda (La Corunya, 20 de maig de 1880 – Ibídem, 12 de juny de 1948, va ser una científica espanyola, considerada pionera en la incorporació de la dona a la cultura científica.

## Primers anys i formació
Era filla de Consuelo Fernández Miranda i del periodista, escriptor i farmacèutic Gonzalo Brañas Sánchez-Boado; germana del també científic Gonzalo Brañas Fernández.
Va estudiar a l'Escola Normal de la Corunya, on obtingué el títol de mestra. També estudià a l'Escola Superior de Comerç i a la Universitat de Santiago de Compostel·la, on es va examinar de les assignatures del curs preparatori de la Facultat de Ciències: Mineralogia i Botànica, Zoologia i Física i Química.

## Trajectòria professional
Va començar a treballar el 1908 com professora auxiliar a l'Escola Normal de La Corunya. El 1911 es va fer professora titular i en va ser directora en diverses ocasions al llarg de la seva vida acadèmica fins a la seva jubilació el 1946.
Al 1910 hi va donar classes de Ciències Físiques i Naturals, Agricultura i Matemàtiques. I l'any següent, després d'aprovar l'examen de professora de Ciències Numèriques, impartí Física, Química i Història Natural. Des de la direcció de l'Escola Normal, va crear la primera Extensió Universitària Femenina d'Espanya, amb una agenda d'excursions i visites culturals, conferències i cursos de formació. Va establir també un programa de beques i va ampliar les instal·lacions de l'Escola.
A finals d'agost de 1919, Brañas va participar com a ponent en el Primer Congrés d'Estudis Gallecs, organitzat per l'Institut d'Estudis Gallecs de La Corunya, en el qual va defensar la importància que per a la regió gallega tindria la creació d'una estació de biologia marina a La Corunya i va definir els mitjans pràctics per a establir-la. Un any més tard, va aconseguir que el Museu Nacional de Ciències Naturals de Madrid organitzés un curs de biologia marina a La Corunya. Aquest curs va ser el precursor de la creació el 1932 de l'Estació de Biologia Marina de Marín (EBM).
El 1922 va obtenir una pensió de dos mesos de la Junta per a l'Ampliació d'Estudis i Recerques Científiques (JAE) per a fer pràctiques d'Histologia en els laboratoris del Museu Nacional de Ciències Naturals. Va ser també vocal del patronat local de formació professional a La Corunya.

## Reconeixement i memòria
Des de l'any 2016, la Reial Acadèmia Gallega de Ciències, en col·laboració amb l'Agència Gallega d'Innovació (GAIN), atorga el Premi de Periodisme Científic Celia Brañas.